# غلوجه ابللو (آذغان)
غلوجه ابللو (بالفارسية: گلوجه ابللو) هي منطقة سكنية تقع في إيران في قسم آذغان الریفي. يقدر عدد سكانها بـ 77 نسمة .